# Charaxes basilisae
Charaxes basilisae är en fjärilsart som beskrevs av Schröder och Colin G.Treadaway 1982. Charaxes basilisae ingår i släktet Charaxes och familjen praktfjärilar. Inga underarter finns listade i Catalogue of Life.